# عبد الله الغربي (سياسي)
عبد الله إبراهيم الغربي (06 شباط 1962-) من مواليد دمشق، سوريا، وزير التجارة الداخلية وحماية المستهلك السوري.
يعود في أصوله إلى بلدة عناز في وادي النصارى، غرب محافظة حمص، متزوج ولديه ثلاثة أولاد شابان وفتاة.

## المؤهل العلمي
إجازة في هندسة المعلوماتية من فرنسا
شهادة دكتوراه في الإدارة من فرنسا
ويجيد كل من اللغة الفرنسية والإنجليزية.
المؤتمرات والدورات العلمية
شارك بأكثر من 20 دورة تدريبية في فرنسا وإسبانيا وألمانيا حول علم الإدارة والأمن الغذائي في العالم الثالث.
دورة في باريس حول إدارة الأزمات عام 2012 وتحقيق الأمن الغذائي أثناء الأزمات.
دورة في برشلونة عام 2014 حول الرؤية المستقبلية حول التجارة العالمية في ظل التقدم الإلكتروني.
دورة في باريس 2015 حول التسويق الإلكتروني والاقتصادي.

## مهام ومناصب
عضو عامل في حزب البعث العربي الاشتراكي منذ عام 1981
عضو منظمة قيادة حزب البعث في مدينة ليون وعضو المكتب الإداري للاتحاد الوطني لطلبة سورية بفرنسا
مؤسس جامعة الخوارزمي بمحافظة القنيطرة بالاتفاق مع جامعات فرنسية، وتوقف المشروع بسبب الظروف الحالية.
مدير مركز دراسات خاصة قام بتنفيذ أكثر من 50 دراسة ميدانية اقتصادية عن واقع المحافظات السورية وواقع الكهرباء والمياه والمحاصيل الاستراتيجية في سورية ووضع مقترحات لحل مشاكلها.
وزير التجارة الداخلية وحماية المستهلك منذ عام 2016